# Раді Бен Абдесселам
Раді Бен Абдесселам (28 лютого 1929 — 4 жовтня 2000, Фес) — марокканський легкоатлет, призер Олімпійських ігор 1960.

## Спортивна кар'єра
Раді Бен Абдесселам був стаєром. На змаганнях Хрест Націй, що були попередником офіційного Чемпіонату світу з кросу, Бен Абдесселам був 15-м 1958 року та 8-м 1959 року. 1960 року він став переможцем.
На Олімпійських іграх 1960 у бігу на 10000 метрів він зайняв 14-е місце.
Через два дні 10 вересня 1960 року він лише за кілька сотень метрів до фінішу відстав від ефіопця Абебе Бікіла, зайнявши друге місце з марафонського бігу. Медаль Бен Абдесселама стала першою олімпійською нагородою Марокко.